# Vasil Aprilov
Vasil Aprilov, bulharsky Васил Евстатиев Априлов (21. července 1789 Gabrovo – 2. října 1847 Galați), byl bulharský lékař, obchodník, spisovatel, mecenáš, propagátor školství, postava bulharského národního obrození. Studoval v Moskvě, vystudoval střední školu v Brašově a poté ve Vídni pokračoval ve studiu medicíny. Po roce 1811 byl obchodníkem v Oděse. Zpočátku se účastnil řeckého revolučního hnutí, ale později se věnoval bulharské renesanci, a to díky Juriji Venelinovi, jehož kniha „Starověcí a současní Bulhaři“ (1829) vzbudila v císařském Rusku zvláštní zájem o ně. Od té doby začal sbírat bulharské lidové písně. Ve své závěti nechal velké množství peněz na vybudování střední školy Aprilovská v Gabrově. Měla to být první bulharská sekulární škola využívající Bell-Lancasterovu metodu. Vznik této školy dal impuls bulharskému vzdělání a brzy byly otevřeny další školy po celých Bulhary osídlených oblastech Osmanské říše.
Je po něm pojmenován Aprilov Point na Greenwich Islandu, v Jižní Shetlandských ostrovech v Antarktidě.